# 平可夫
安德烈·平可夫（Pinkov，1963年—），原名张毅弘（Andrei Chang），生於中国云南，据传是壮族，自称無中国血统；曾入籍香港自认是香港人，加拿大、美國籍军事评论员，因為崇拜苏联元帅朱可夫而改名平可夫。平可夫為《汉和防务评论》（中/英文版）的创办人兼总编辑（总编、主编）、高级分析员以及《詹氏防卫周刊》亚太特派员及《亚洲周刊》军事特派员和特约评论员。他的文章主要发表在具有一定权威性的军事杂志里，诸如《简氏防卫周刊》、《国防新闻周刊》、《读卖新闻》、《朝日新闻》、《军事研究》和《合众社》。

## 生平
於1980年代中期，平可夫在日本青山学院大学学习当代苏联政治（一说苏联裁军学说），期間依靠為《朝日新闻》送报纸來赚取学费，後來與一名日本女子結婚，現育有一子。
平可夫精通日本語、英語和俄羅斯語，经常访问各国军事首脑，又到过阿富汗和中东采访战争，还曾实地参观为中国建造潜艇俄罗斯工厂。他的军事评论文章受到多方关注，并同時引起很多争议。他在日本出版過《2000年的中国军队》、《从后冷战时代4场战争看第六代战争》、《苏联的军用飞机》和《外向型的中国军队》等著作。雖然官方中国媒体诸如《参考消息》及《环球时报》等不断使用他的报道，平可夫表示很多中国境內出現的“平可夫报道”是伪造的。他所主编的《汉和杂志》也经常被中國大陆网民扫描到网络上。中国期刊有时会转载、摘编或评价其文章。

## 参看
1. 1 2  程艳玲. . 环球人物. 2007, (5): 44–45  [2022-12-15].
2. 1 2  木基元. . . 云南社科普及系列丛书. 昆明: 云南大学出版社. 2017-11: 193. ISBN 978-7-5482-2913-1.
3. ↑  .   [2016-07-02]. （原始内容存档于2016-08-11）.
4. ↑   (4): 45. 2017.
5. ↑   (20): 23. 2007.
6. ↑  余克礼 (编). . . 北京: 台海出版社. 2007-11: 36. ISBN 978-7-80141-588-2.
7. ↑  毕晓普(编译). . 航空档案. 2005.
8. ↑  史博. . 舰载武器. 2005, 000 (010): 48–49.
9. ↑  . 汉和防务评论.   [2010-01-10]. （原始内容存档于2010-01-20）.
10. ↑  . 中国尖端武器报道：进攻与防御. 2005, (2): 1  [2022-12-16]. （原始内容存档于2022-12-16）.
11. ↑  平可夫  加拿大《汉和防务评论》资深评论员、代总编辑. . 财经文摘. 2006, (5): 30–30  [2022-12-16].
12. ↑  平可夫. . 国际展望. 2006, (4): 16–21.
13. ↑  平可夫. . 国际展望. 2003, (11): 4.
14. ↑  马鼎盛. . 同舟共进. 2005, (12): 3.
15. ↑  大山. . 国际展望. 2002, (7): 3.